# 우지원
우지원(禹智元, 1973년 4월 2일~)은 대한민국의 전 농구 선수, 방송인이다.

## 소속
- 前 한양대학교 체육교육학과 겸임교수
- 스타티드 엔터테인먼트 (소속사)

## 이력
서울에서 출생하였고 부인 이교영과의 사이에 슬하 2녀(우서윤,우나윤)가 있다.
그는 1996년 인천 대우 제우스에 입단하였다. 2001년 서울 삼성 썬더스으로 이적 2002년 울산 모비스 오토몬스로 이적하였다.
2010년 5월 3일 현역 은퇴를 선언하였고 등번호 10번은 영구 결번 되었다.
은퇴 이후에는 2010-2011 시즌부터 SBS Sports 해설로 합류하여 해설가로 활동하고 있다.

## 학력
- 1986년 서울개원초등학교 졸업
- 1989년 삼선중학교 졸업
- 1992년 경복고등학교 졸업
- 1997년 연세대학교 법과대학 법학과 학사
- 2001년 연세대학교 교육대학원 체육교육학과 석사

## 경력
- 2010년 SBS Sports 농구해설위원
- 2004년~2010년 울산 모비스 피버스
- 2002년~2004년 울산 모비스 오토몬스
- 2001년~2002년 서울 삼성 썬더스
- 1999년~2001년 인천 신세기 빅스
- 1996년~1998년 인천 대우 제우스

## 수상
- 2007년 프로농구 우수후보선수상
- 2006년 현대모비스 프로농구 12월의 선수
- 1997년 훼르자농구대상 인기상
- 1997년 프로농구리그 신인상
- 1996년 스포츠서울 르까프대상 남자 최고 포워드상

## 가족 관계
- 배우자

전 아내인 이교영 씨와는 2019년에 이혼했다고 뒤늦게 알려졌다
- 장녀 우서윤(2003년 ~)
- 차녀 우나윤(2008년 ~)

## 영화
- 2016년 《위대한 소원》 ... 코트의 황태자 역(특별출연)

## 드라마
- 2013년 tvN 금토드라마 《응답하라 1994》 ... 우지원 역 (특별출연)
- 2020년 MBC 수목드라마 《미쓰리는 알고 있다》 ... 관리소장 역

## 예능
- 1996년 KBS1 《TV는 사랑을 싣고》
- 1996년 KBS2 《가족오락관》
- 1998년 KBS2 《TV쇼 진품명품》
- 2014년 JTBC 《유자식 상팔자》
- 2016년 MBC 《진짜 사나이》
- 2016년 MBC 《미스터리 음악쇼 복면가왕》 ... 비 오는 날의 수채화
- 2016년 KBS2 《우리동네 예체능》
- 2016년 XTM 《탑 기어 코리아》
- 2017년 tvN 《버저비터》
- 2017년 올리브 《원나잇 푸드트립》
- 2017년 KBS2 《노래싸움 - 승부》
- 2019년 KBS1 《TV는 사랑을 싣고》
- 2021년 TV조선 《골프왕2》
- 2022년 TV조선 《낭만비박 집단가출》

## 광고
- LS네트웍스 프로스펙스
- 신성통상 유니온베이
- 대한적십자사 (현주엽과 함께 출연)
- 서광모드 행텐
- 인따르시아 바쉬
- hy 비트업